# A7-brug
De A7-brug of Westerwoldse Aa-brug in Bad Nieuweschans is een brug over het Westerwoldse Aa nabij de Duitse grens, onderdeel van de A7. De brug is de oostelijkste beweegbare brug van Nederland en telt 2x2 rijstroken met daarnaast nog in- en uitvoegstroken, maar zonder vluchtstroken. 
De brug is een basculebrug met een overspanning van 70 meter van talud naar talud, maar het beweegbare deel bedraagt hiervan slechts 12 meter. In gesloten toestand heeft de brug een doorvaarthoogte van 4,2 meter. De brug kan op afroep worden geopend, maar hier moet 24 uur van tevoren melding van worden gemaakt. 

## Geschiedenis
De A7 was bij de opening van de brug in 1969 nog de N7 en had destijds één rijbaan. Ruim twintig jaar later, in 1992, is de tweede basculebrug aangelegd, mede door de lage intensiteiten die behoren tot de laagste intensiteiten op een autosnelweg in Nederland. Vanaf 6 april 1993 was de weg met 2x2 rijbanen volledig beschikbaar. 